# Гроздь (село)
Гроздь — село в Аламудунском районе Чуйской области Кыргызстана. Административный центр Грозденского аильного округа. Код СОАТЕ — 41708 203 819 01 0.

## Население
По данным переписи 2009 года, в селе проживало 1880 человек.